# The Evil Dead (игра)
The Evil Dead – первая аркадная видеоигра по мотивам фильма Зловещие мертвецы, изданная английской компанией Palace Software в 1984 году для платформы Commodore 64. Версия игры для ZX Spectrum отдельно не издавалась и выходила c пометкой «previously unreleased» как бесплатный бонус к игре Cauldron. В версии для ZX Spectrum отсутствуют музыка и предыстория событий с пояснениями к игровому процессу.

## Создатели
Ричард Лейнфеллнер (англ. Richard Leinfellner) – программирование, Крис Нири (англ. Chris Neary) – графический дизайн, Кит Миллер (англ. Keith Miller) – музыка. The Evil Dead стала первой игрой Лейнфеллнера для платформы Commodore 64 и, по его признанию, самой неудачной.

## Геймплей
Игровое поле представляет собой схематичный (вид сверху) план дома из фильма и небольшой участок прилегающей к нему территории. Цель – управляя главным героем Эшем, набрать определённое количество очков, после чего в доме должна появиться книга Некрономикон, которую необходимо бросить в камин для успешного завершения игры.
Очки набираются в ходе уничтожения противников, а также закрытия периодически открывающихся окон, через которые в дом проникают «демоны». После уничтожения всех врагов, друзья Эша автоматически респаунятся, окна и двери закрываются, и игра продолжается.
Энергия игрока падает не только при ударах противника, но и при простом передвижении. Собираемое оружие обеспечивает временное замедление падения энергии при столкновении с врагом.

## Враги
В игре три вида противников: сами демоны (жёлтые облака, столкновение с которыми отнимает у игрока целиком жизнь), дедайты (зелёные монстры, в которых превращаются друзья Эша после столкновения с демонами), а также отдельные части тел (руки, ноги и туловища),  появляющиеся после уничтожения каждого дедайта.